# كارو روما
كارو روما (بالإنجليزية: Caro Roma)‏ هي معلمة موسيقى ومغنية وملحنة أمريكية، ولدت في 1866، وتوفيت في 1937.

## وصلات خارجية
- كارو روما على موقع IMDb (الإنجليزية)
- كارو روما على موقع ميوزك برينز (الإنجليزية)